# Michelangelo Minieri
Michelangelo Minieri (Roma, 29 maggio 1981) è un procuratore sportivo ed ex calciatore italiano, di ruolo difensore.

## Carriera

### Club
Cresciuto nelle giovanili della Lazio, non ha mai avuto l'occasione di esordire in prima squadra. Ceduto al Catania, squadra militante in C1, diventa titolare, giocando ventuno partite.
Nella stagione 2002/03 la Florentia Viola, ex Fiorentina, riparte dalla C2 e decide di ingaggiarlo. Diventa così uno dei punti di forza della compagine viola, promossa in serie C1, per poi essere ripescata in Serie B. Nella stagione 2003/04 viene ceduto alla Triestina, squadra militante in serie B, qui giocherà da titolare, per ventisette volte, esordendo così nel campionato cadetto, e con cui militerà anche nella stagione successiva. Nella stagione 2005/06 gioca tredici partite, e segna il suo primo goal, ma nel gennaio 2006 viene ceduto all'Avellino, con cui disputa solamente 8 partite.
Nell'estate del 2006 passa all'Ascoli, squadra militante in Serie A, esordendo in massima serie il 24 settembre 2006, e collezionando 19 presenze
Il 31 gennaio del 2008, approda al L.R. Vicenza, dopo un inizio non fortunato in terra marchigiana.
Il 19 luglio 2008 viene acquistato dal Perugia  dove resta fino al 2 febbraio 2009, quando ritorna al Vicenza.
Disputa in totale 143 partite tra Serie A e Serie B, 186 complessive nei campionati professionistici.

## Palmarès

### Club

#### Competizioni giovanili
- Campionato Primavera: 1

Lazio: 2000-2001

#### Competizioni nazionali
- Campionato italiano Serie C2: 1

Florentia Viola: 2002-2003